# الدار العلى (حالمين)

تعديل مصدري - تعديل

الدار العلى هي إحدى قرى عزلة حبيل الريدة بمديرية حالمين التابعة لمحافظة لحج، بلغ تعداد سكانها 83 نسمة حسب تعداد اليمن لعام 2004.